# 박대동
박대동(朴大東, 1951년 5월 13일~)은 대한민국의 경제관료이자 정치인이다. 제19대 국회의원이다.
울산 출생이다. 경남고등학교와 서울대학교 경제학과를 나온 후 위스콘신대학교 대학원에서 공공정책학 석사학위를 받았다. 제22회 행정고시에 합격하여 공직에 입문한 후, 국세심판소 조사관, 재정경제부 국제금융국 외화자금과 과장, 금융감독위원회 감독정책1국 국장, 금융감독위원회 상임위원 등을 거쳐 2008년부터 2009년까지 예금보험공사 사장을 지냈다. 새누리당 후보로 2012년 제19대 총선에 울산광역시 북구에 출마하여 당선됐다.

## 학력
- 울산국민학교 졸업
- 울산제일중학교 졸업
- 경남고등학교 졸업
- 서울대학교 상과대학 경제학 학사
- 위스콘신 대학교 대학원 공공정책 및 행정학 석사

## 경력
- 1978년: 제22회 행정고시 합격
- 1991년~1997년: 고속전철기획단, 독일 재무성 파견 근무
- 1997년~1998년: 재정경제원 금융정책실 국민저축과장
- 1998년~1999년: 국세심판소 조사관
- 1999년~2000년: 재정경제부 기획예산담당관, 법무담당관
- 2000년~2001년: 재정경제부 국제금융국 외화자금과 과장
- 2002년~2003년: 국회 재정경제위원회 파견 국장
- 2004년~2007년: 금융감독위원회 감독정책1국 국장
- 2007년~2008년: 금융감독위원회 상임위원
- 2008년 1월~2009년 4월: 예금보험공사 사장
- 2010년~2012년: 코스모투자펀드 사외이사
- 2010년 3월~2013년 3월: CJ제일제당 사외이사
- 2012년~2012년: 법무법인(유) 율촌 고문
- 2012년 7월~2013년 7월: 새누리당 울산광역시당 위원장
- 2012년 5월~2016년 5월: 19대 국회의원(울산 북구/새누리당)
- 2012년 7월~2016년 5월: 제19대 국회 정무위원회 위원
- 2012년 8월: 제6대 고헌 박상진 의사 추모사업회 회장
- 2013년 6월: 새누리당 제3정책조정위원회 간사
- 2013년 6월: 새누리당 제3정책조정위원회 간사
- 2013년 8월: 새누리당 손톱 밑 가시뽑기 특별위원회 위원
- 2013년 9월: 새누리당 대표최고위원 특별보좌역
- 2015년 7월: 새누리당 울산시당 위원장
- 2015년 9월: 새누리당 핀테크특별위원회 위원
- 자유한국당
- 2016년: 법무법인(유) 율촌 고문
- 2016년~: 셀맥인터내셔날 사외이사
- 2017년 3월~: 삼성화재 사외이사
- 2018년 3월~: 삼성화재 이사회의장
- 삼성화재 임원후보추천위원회 위원장
- 삼성화재 내부거래위원회 위원
- ~2018년 9월: 자유한국당 울산 북구 당협위원장
- 2018년 12월~2020년 2월: 자유한국당 울산시당 북구 당협위원장
- 2020년 3월~2020년 4월: 미래통합당 울산시당 대한민국 바로잡기 선거대책위원회 공동선거대책위원장
- 2020년 5월 : 미래통합당 울산시당 북구 당협위원장
- 2020년 8월~2020년 9월: 미래통합당 실버세대위원회 위원장
- 2020년 9월~2023년 5월: 국민의힘 실버세대위원회 위원장
- 국민의힘 울산시당 북구 당협위원장
- 2021년 4월~: 삼성화재 ESG위원장
- 2021년 9월~2021년 11월: 국민의힘 윤석열 제20대 대통령 선거 예비후보 국민캠프 조직본부 특보단 경제정책특보 겸 지역본부 권역별 선거대책위원회 울산광역시 공동선거대책위원장
- 2021년 12월~2022년 1월: 국민의힘 살리는 선거대책위원회 직능총괄본부 직능지원단 실버세대지원본부장
- 2022년 1월~2022년 3월: 국민의힘 제20대 대통령선거 울산을 살리는 선거대책위원회 선거대책위원장단 공동선거대책위원장
- 2025년 4월~2025년 4월 국민의힘 홍준표 제21대 대통령 선거 경선후보 무대홍 캠프 실버사회비전본부장
- 2025년 5월~2025년 6월: 제21대 대통령 선거 국민의힘 김문수 대통령 후보 울산 선거대책위원회 공동선대위원장

## 논란
밑에서 일했던 박모 비서관의 월급을 상납받아 일부를 개인적으로 유용한 의혹이 있다.이에 박대동의원은 일부 과장된 면이 있다고 해명하였다. 그러나 또 다른 백모 비서관의 월급도 상납받았다는 의혹이 나온 상태이다.
이 의혹으로 인하여 20대 공천에서 컷오프 되었고 지역구인 북구에서 경선 후보로 거론된 2명 중 한 명은 비서관 문제와 관련해 나보다 더 큰 비리가 있다는 사실을 알고 있으면서 나만 배제하는 것은 납득하기 어렵다며 재심을 청구하였다.

## 역대 선거 결과
|  | 41.37% |

|  | 52.37% |

|  | 29.20% |

|  | 40.89% |

|  | 42.88% |